# Temperatură absolut negativă
În fizică, unele sisteme se pot comporta într-un mod care poate fi descris numai printr-o temperatură absolut negativă. Această comportare însă nu încalcă principiile termodinamicii.

## Descrierea fenomenului
Punctul de pornire este formula din termodinamica statistică care definește raportul dintre numărul de particule {\displaystyle n_{1}\,} și {\displaystyle n_{2}\,} ce posedă energiile {\displaystyle E_{1}\,}, respectiv {\displaystyle E_{2}\,}:
{\displaystyle {\frac {n_{1}}{n_{2}}}={\frac {g_{1}}{g_{2}}}e^{-{\frac {E_{1}-E_{2}}{kT}}}}
în care {\displaystyle g_{1}\,} și {\displaystyle g_{2}\,} sunt ponderi statistice ce depind de proprietățile particulelor sistemului, iar {\displaystyle k\,} este constanta Boltzmann.
Când {\displaystyle E_{1}>E_{2}\,}, dacă temperatura absolută {\displaystyle T\,} este pozitivă, {\displaystyle n_{1}<n_{2}\,}, deci populația stărilor energetice superioare este mai mică decât cea a stărilor energetice inferioare. Dacă dintr-un motiv oarecare {\displaystyle n_{1}>n_{2}\,}, ecuația poate fi satisfăcută numai pentru o {\displaystyle T\,} negativă.
Condițiile în care se pot descrie riguros temperaturi absolut negative sunt:
- un sistem izolat, capabil să evolueze rapid spre starea de echilibru intern;
- stările sistemului trebuie să fie cuantificate;
- sitemul trebuie să posede „cea mai înaltă stare” în același sens în care un sistem uzual posedă starea fundamentală (starea energetică cea mai coborâtă).

## Exemplu

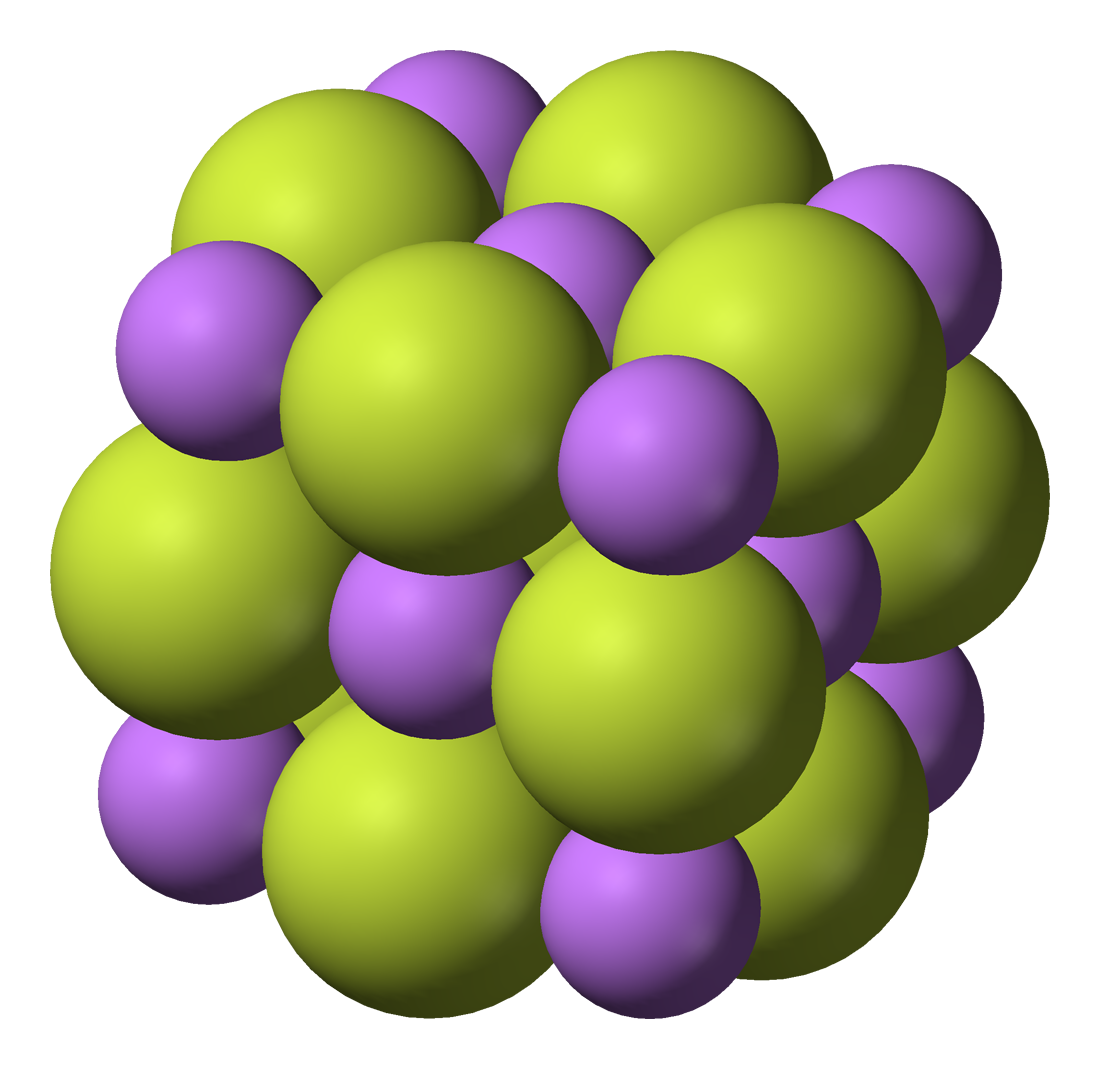
Structura cristalului de LiF.

Un exemplu de astfel de sistem este sistemul format de momentele magnetice nucleare ale componenților unor cristale, ca 7Li în rețeaua LiF. Experimental, în 1951 s-a evidențiat că un asemenea cristal este un sistem de magneți elementari. La temperaturi joase, aceștia se pot orienta în câmp magnetic. Ridicând temperatura, o parte se vor orienta în câmp, alții nu. Cu cât temperatura crește, cu atât crește și dezordinea, aceasta fiind maximă la temperatura infinită. Comunicând o energie mai mare magneților elementari, aceștia se vor orienta în sens contrar câmpului. Energia lor internă va fi mai mare decât cea corespunzătoare unei temperaturi infinite, astfel că se vor comporta ca și când temperatura ar fi negativă.
Ca urmare, sistemul caracterizat printr-o temperatură absolut negativă este mai „fierbinte” decât un sistem cu temperatura absolută infinită, deoarece posedă populații cu stările energetice mai înalte mai numeroase decât cele cu stări energetice mai joase. Un asemenea sistem radiază energie. Deci, temperaturile absolut negative nu se obțin „luând” din sistem energia de mișcare termică, ci comunicând sistemului o energie mai mare decât cea corespunzătoare temperaturii infinite. O temperatură absolut negativă poate fi realizată numai pe sisteme a căror energie internă se apropie asimptotic de o valoare finită odată cu creșterea temperaturii spre infinit. Ea nu poate fi realizată pe sistemele a căror energie internă tinde spre infinit odată cu creșterea temperaturii spre infinit.